# Labor Day
Labor Day er en amerikansk mærkedag til ære for den amerikanske arbejderbevægelse og de amerikanske arbejdere, og deres bidrag til opbygningen af det amerikanske samfund. Labor Day falder den første mandag i september, og er en national fridag. 
Dagen er blevet fejret siden slutningen af 1800-tallet og blev oprindeligt etableret, da Central Labor Union og The Knights of Labor organiserede den første parade i New York City. Oregon var den første delstat, der gjorde fejringen til en officiel fridag. Da Labor Day blev gjort til en national fridag, var der allerede 30 af delstaterne, der markerede dagen som en officiel fridag.
Canada fejrer også Labor Day den første mandag i september. Den nordamerikanske Labor Day modsvarer arbejdernes internationale kampdag på 1. maj i resten af verden. 1. maj blev valgt af den Anden Internationale for at knytte dagen til den såkaldte Haymarket affair, der fandt sted i Chicago den 4. maj 1886.